# Dado Cavalcanti
Luis Eduardo Barros Cavalcanti, noto come Dado (Arcoverde, 9 luglio 1981), è un allenatore di calcio brasiliano, di ruolo difensore, tecnico dell América-RN.

## Palmarès

### Allenatore

#### Competizioni statali
- Campionato Paraense: 2

Ulbra: 2006, 2007
- Campeonato Brasiliense Terceira Divisão: 1

Brazsat: 2008
- Campionato Mato-Grossense: 1

Luverdense: 2012
- Campionato Paraense: 1

Paysandu: 2016

#### Competizioni nazionali
- Copa Verde: 2

Paysandu: 2016, 2018
- Copa do Nordeste: 1

Bahia: 2021